# Uleella dalbergiae
Uleella dalbergiae är en tvåvingeart som beskrevs av Rubsaamen 1908. Uleella dalbergiae ingår i släktet Uleella och familjen gallmyggor. Inga underarter finns listade i Catalogue of Life.